# Coniopteryx haematica
Coniopteryx haematica là một loài côn trùng trong họ Coniopterygidae thuộc bộ Neuroptera. Loài này được McLachlan miêu tả năm 1868.